# Faroald al II-lea de Spoleto
Faroald al II-lea (sau Faruald) a fost duce longobard de Spoleto din anul 703.
Faroald a succedat tatălui său, Thrasimund I și a domnit alături de unchiul său Wachilap. La un moment dat, el a atacat Classis, portul orașului Ravenna aflat în mîinile exarhului bizantin, însă la ordinul regelui Liutprand al longobarzilor a fost obligat să îl restituie.
De asemenea, Faroald a întemeiat și înzestrat mănăstirea San Pietro in Valle din Ferentillo.
În 724, fiul său Thrasimund s-a răsculat împotriva lui Faroald, obligându-l să intre într-o mănăstire.